# Tortellini
Tortellini (množné číslo slova tortellino, italsky „malý koláček“) jsou plněné těstoviny prstencovitého tvaru. Jsou obvykle plněny vepřovým masem s mortadellou a parmezánem. Pocházejí z italské provincie Bologna.
Tortellini se obvykle servírují v polévce (tortellini in brodo), nebo netradičně se smetanovou omáčkou.

## Pověsti o vzniku
Původ těstovin tortellini není zcela jasný, ačkoli o něm existuje několik pověstí. Jedna z nejznámějších říká, že byl tento pokrm vytvořen v Castelfranco Emilia (provincie Modena). Vypráví, jak se Lucrezia Borgia během dlouhé cesty ubytovala v hostinci v jednom městečku. Hostinský byl natolik unešen Lucreziinou krásou, že neodolal, přikradl se v noci k jejímu pokoji a nahlédl dovnitř klíčovou dírkou. Ložnice ale byla osvětlena jen několika svíčkami, a tak zahlédl pouze Lucreziin pupík. Tento docela nevinný výjev jej ovšem natolik inspiroval, že ještě té noci vytvořil první tortellini.
Další známá legenda, podobná té první, má původ ve středověké Itálii. Vypráví se v ní, jak do jednoho hostince na kraji Bologne přijela zvečera Venuše s Jupiterem. Oba byli unavení po celodenní bitvě mezi Modenou a Bolognou, hodně toho snědli a vypili a odešli spolu na pokoj. Majitele hostince ti dva velmi zaujali, a tak šel nenápadně za nimi a podíval se klíčovou dírkou do jejich pokoje. Zahlédl pouze Venušin pupík, ale byl tak okouzlen, že spěchal do kuchyně a vytvořil tortellini inspirované jeho tvarem.
Třetí vysvětlení – poněkud pravděpodobnější – říká, že tortellini jsou stylizovaným tvarem želvího těla a že odkazují na architektonické prvky typické pro Modenu, kde mnoho budov ze 17. století obsahuje právě tento zvířecí motiv.